# ガブリエル・グロヴレーズ
ガブリエル・マリー・グロヴレーズ（仏: Gabriel Marie Grovlez、*1879年4月4日 リール - †1944年10月20日 パリ）はフランスの指揮者で作曲家。

## 略歴
パリ音楽院にてアルベール・ラヴィニャックとアンドレ・ジェダルジュ、ガブリエル・フォーレに師事。10年間ピアノ教師としてパリ・スコラ・カントルムに勤める。その後は1905年から1908年までオペラ・コミック座の合唱指揮者や指揮者代理を務め、1911年から1913年までジャック・ルシェによって芸術劇場の音楽監督に抜擢された。これらの任務の傍ら、モンテカルロやカイロ、リスボン、ニューヨークにおいても指揮者を引き受けている。さらに音楽評論家としても活動した（1916年-1917年、1937年-1939年）。1939年から歿年までパリ音楽院に出講して室内楽を担当した。
作曲家としては、多作家にもかかわらず今日では忘れられている。擬古典主義的な色彩の強い作風を採り、代表作に（「操り人形の子守唄（フランス語: Berceuse de la poupée）」や「イエスの御名の小連禱（Les petites litanies de Jésus）」を含む）ピアノ曲集《心の暦（L'Almanach aux images）》がある。一方で指揮者としての業績に、同時代の作品（例えばフォーレの《ドリー組曲》やルーセルの《くもの饗宴》、ラヴェルの《マ・メール・ロワ》）を初演したことが挙げられる。古楽の分野では、モンテヴェルディやリュリ、ラモー、グルックの歌劇の復活上演を指揮した。
なお、語尾のzは発音されるのが正しいが、日本では戦前から「グロヴレ」、「グロヴレー」などのカナで表記される事が多かった。例えば1943年（昭和18年）11月3日の「東京音楽学校報国団第149回演奏会～出陣学徒出演」での《サラバンドとアレグロ》（オーボエ鈴木清三、ピアノ中田一次）のプログラムには「グローブレ」と表記されている。なお、この時点で作曲者は存命であり、またフランスは直接の交戦国ではなく、パリ解放以前のヴィシー政権が存続していたため、フランス楽曲の演奏には特段の制限はなかった。

## 主要作品一覧

### 舞台音楽
- 3幕の妖精伝説《ルビーの心》 （Cœur de Rubis, Légende féérique）  （1906年、台本：Gabriel Montoya）
- 2幕の幻想バレエ《マイムーナ》 （Maïmouna） （1916年、台本：P.アンドレ・ジェラール）
- 1幕のバレエ《花園の姫君》 （La princesse au jardin） （1943年、台本：エミール・ヴュイエルモーズ）

### 室内楽
- ヴァイオリンとピアノのためのソナタ （1908年）
- フルートとピアノのための嬉遊曲 （Divertissement） （1912年）
- フルート（またはクラリネット）とピアノのための《コンチェルティーノ》 （Concertino）
- クラリネットとピアノのための《哀歌とタランテラ》 （Lamento et tarentelle） （1923年）
- フルートとピアノのための《ロマンスとスケルツォ》 （Romance et scherzo） （1927年）
- オーボエとピアノのための《サラバンドとアレグロ》 （Sarabande et allegro） （1929年）
- バスーンとピアノのための《シシリエンヌとアレグロ・ジョコーゾ》 （Sicilienne et allegro giocoso） （1930年）
- ヴィオラとピアノのための《ロマンスとスケルツォ、終曲》 （Romance, scherzo et finale） （1932年）
- チェロとピアノのためのソナタ （1936年）

### ピアノ曲
- 6つの小品《子供の庭》 （Au jardin de l'enfance） （1907年）
- 即興曲《ロンドンへ》 （Improvisations sur Londres） （1910年）
- トリスタン・クリングゾルの詩による8つの小品《心象風景の暦》 （L'almanach aux images） （1911年）
- 3つの小品 （Trois pièces） （1913年）
- 7つのピアノ曲《ファンシー》 （Fancies） （1915年）

1. セレナード（Sérénade）
2. 夜想曲（Nocturne）
3. 小さな円舞曲（Petite valse）
4. 子守歌（Berceuse）
5. 糸を紡ぐ女（Fileuse）
6. 夢（Rêverie）
7. ケークウォーク（Cake Walk）

- 3つのロマンティックなワルツ （Trois valses romantiques） （1917年）
- 2つの超絶技巧練習曲 （Deux études de difficulté transcendante） （1919年）
- 2つのピアノ曲《印象》 （Impressions） （1934年）

### 声楽曲
- アンリ・バタイユの詩による10の歌《白い部屋》 （La chambre blanche） （1903年）
- ホセ＝マリア・デ・エレディアの詩によるピアノ伴奏つき歌曲集の《横笛》 （La flûte） （1907年）
- 高声とピアノのためのポール・ヴェルレーヌの5つの詩《叡智》 （Sagesse） （1910年）
- ピアノ伴奏つき歌曲集《ジャン・ドミニクの詩による3つの旋律》 （Trois mélodies sur des poèmes de Jean Dominique） （1912年）
- カミーユ・サン＝サーンスの詩によるピアノ伴奏つき歌曲《ギターとマンドリン》 （Guitares et mandolines） （1913年）
- シャルル・ゲランの詩による8つの歌《情熱的な憂鬱》 （Les mélancolies passionnées） （1924年）
- ポール・フォールの詩によるピアノ伴奏つき歌曲《フランスの3つのバラード》 （Trois ballades françaises） （1927年）

## 註記
1. ↑  “Grovlez Biography”.   Piano Society. 2007年12月17日閲覧。
2. ↑  成澤良一 (2017). “学徒出陣とオーボエ、そして戦没学生～忘却からの発掘～”. よしあし　（日本オーボエ協会会報） 第38号:  P.23-25.